# 広目屋
株式会社広目屋（ひろめや、登記社名: 株式会社廣目屋）は、日本の広告代理店である。1885年（明治18年）創業の老舗である。

## 略歴・概要
1885年（明治18年）、秋田柳吉が東京市京橋区五郎兵衛町（現在の東京都中央区八重洲2丁目）に開業した。「廣目屋」の命名は小説家の仮名垣魯文である。当初は「楽隊広告」、いわゆる「チンドン屋」で知られ、「西の東西屋、東の広目屋」と呼ばれた。
1895年（明治28年）、日清戦争をテーマに、幻灯上映を芝区（現在の港区芝公園）の「弥生館」で、川上音二郎の演劇を「浅草座」でそれぞれ興行し、それがそれぞれ同社の「興行部」、「装飾部」の始まりとなる。「宣伝広告部」に関しては、
1897年（明治30年）、現在も同社の位置する銀座1丁目に移転、「宣伝広告部」と「興行部」、「装飾部」の3部を置く。同年2月21日、大阪の荒木和一が、エジソン社の「ヴァイタスコープ」を大阪で公開、続いて3月6日には東京の「新居商会」が神田錦輝館（神田区錦町、現在の千代田区神田錦町）で公開するにあたり、宣伝の発注を受けた。同時に上陸したフランス・リュミエール社の「シネマトグラフ」は大阪ではヴァイタスコープの7日前に公開されたが、東京では「3日間」早く公開することに成功した。
1905年（明治38年）、明治座で、日露戦争を撮影した『日露戦争実写活動写真』を興行。
1923年（大正12年）10月1日、「株式会社廣目屋」と法人組織に改組、現在に至る。
1972年（昭和47年）、現在地に本社ビルを竣工した。

## 関連事項
- チンドン屋#東西屋と広目屋
- ウィリアム・K・L・ディクソン
- 駒田好洋
- 日本映画#サイレント時代